# НАШ
«НАШ» — закритий проросійський пропагандистський новинно-політичний телеканал в Україні, що належав проросійському політику Євгенію Мураєву (партії «Опозиційний блок» та «Наші»). Почав тестове мовлення 7-го, а повноцінне — 19 листопада 2018 року на базі жіночого каналу «Максі-ТВ».
Етер телеканалу було заблоковано рішенням РНБО України від 11 лютого 2022 року шляхом введення санкцій строком на 5 років проти компаній ТОВ «Наша Прага», ТОВ «НАШ 24» та ТОВ «НАШ 365».

## Історія

### Початок мовлення
Канал створено на базі жіночого телеканалу «Maxxi TV», що мовив з 1 вересня 2007 року. Перший час канал мав логотип «Maxxi TV, незабаром НАШ». Спочатку канал мовив незаконно на частоті Максі-ТВ, маючи ліцензію, не отримавши відповідний дозвіл, змінило назву, як це передбачено законом. З 4 грудня 2019 року телеканал мовить під логотипом «НАШ», а власником стало ТОВ «НАШ 365».
У листопаді 2018 року було засновано ТОВ «НАШ 365», власниками компанії були: Євгенія Баранська (директорка з маркетингу та PR телеканалу, до 2020 року), Євген Дудник (генеральний продюсер, до 2021 року), Роксолана Завінська (головна редакторка, до 2020 року), Ангеліна Пичик (ведуча ток-шоу «Президент» та денних LIVE-етерів), Олена Рудік (генеральна директорка медіаплатформи) та Ольга Хім'як (випускова редакторка). Компанію очолила Олена Рудік. Засновником став проросійський політик, народний депутат, власник партії «Наші» Євгеній Мураєв. Керівником каналу «НАШ» став Тигран Мартиросян, колишній виконавчий продюсер антиукраїнського політичного каналу «NewsOne».
За даними єдиного державного реєстру, власником юридичної особи «Maxxi TV» (ТОВ «Наша Прага») замість Вікторії Семененко (керівної партнерки групи «Maxximum») і Олександра Чернецького стала кіпрська компанія «Demosena Investments Ltd», а кінцевим бенефіціарним власником — Володимир Мураєв, батько Євгена Мураєва.
Щоб мовити відповідно до ще непереоформленої ліцензії ТОВ «Наша Прага» спочатку логотип каналу поєднував в собі старий і новий логотипи: «Maxxi TV незабаром НАШ». Пізніше канал ще раз змінив назву на «НАШ МАКСІ-ТВ»
В перший день мовлення каналу «НАШ» в етері показували ролики про облаштування студії каналу, інтерв'ю співробітників мовника, міркування телеглядачів про українське телебачення. Також в етері щогодини виходили випуски новин, де ведучий зауважував, що відбувається тестове мовлення каналу. Телеканал почав працювати незаконно: один канал, який мав ліцензію на мовлення, раптово змінився на абсолютно інший без попереджень, дозволів та інших необхідних юридичних процедур. В результаті 6 грудня 2018 року НацРада оголосила попередження ТОВ «Наша Прага» за самовільне переформатування телеканалу. Також регулятор відмовив в переоформленні ліцензії компанії, яка б узаконила переформатування каналу.
З 4 грудня 2019 року телеканал почав мовити під логотипом «НАШ», а власником офіційно стало ТОВ «НАШ 365».
З 1 січня 2019 року мережа «Ланет» припинила трансляцію каналу.
30 жовтня 2019 року Нацрада видала ліцензію на мовлення юридичній особі ТОВ «НАШ З65».
20 травня 2021 року Нацрада переоформила ліцензію телеканалу через зміну у складі власників компанії. Зі складу бенефіціарних власників каналу «НАШ» вийшли Євген Дудник, Євгенія Баранська та Ольга Хім'як. У складі власників залишились Ангеліна Пичик, Микола Буга та Олена Рудік.

### Скандали
З початку мовлення телеканалу виникало багато скандалів.
У листопаді 2018 року Національна рада з питань телебачення і радіомовлення призначила перевірку телеканалу за самовільний запуск каналу без змін у ліцензії: змінив формат з культурологічно-розважального з фільмопоказом на інформаційно-аналітичний та програмну концепцію, разом з логотипом — «Максі-ТВ незабаром Наш» замість «Максі-ТВ».
3 грудня 2018 року представники «УНА-УНСО» заблокували вхід до офісу каналу та перешкоджали журналістам. Канал заявив, що «вони перекрили вхід до каналу, висловлюють своє бачення та диктують, що саме повинно бути в ефірі та яких гостів запрошувати. Заблокували доступ гостей та співробітників».
1 січня 2019 року провайдер «Ланет» припинив трансляцію телеканалу «НАШ», разом з каналом «NewsOne». Припинення трансляції пов'язане із закінченням строку дії договорів на право ретрансляції, а також з випадками порушень законодавства зі сторони телеканалів. Телеканали заявили, що відключення від етеру ― це «наступ на свободу слова».
5 жовтня 2019 року Дмитро Гордон в етері каналу взяв інтерв'ю в експрем'єра з команди Віктора Януковича, втікача Миколи Азарова. З огляду на це Рада з питань ТБ та радіо призначила перевірку телеканалу через розпалювання ворожнечі в висловлюваннях Азарова, а також поширення необ'єктивної інформації телеканалом.
У грудні 2019 телеканал транслював пресконференцію президенту РФ Володимира Путіна, через це Нацрада призначила перевірку телеканалу.
24 серпня 2020 року телеканал випустив антиукраїнський ролик до Дня Незалежності України під назвою «Наша (не)залежність».
1 жовтня 2020 року телеканал «НАШ» у прямому етері влаштував опитування, чи варто давати президенту Росії Володимиру Путіну Нобелівську премію миру, опублікувавши результат, що 76 % глядачів телеканалу вважає, що треба.
4 грудня 2020 року «НАШ» провів телеміст з представником терористичної організації «ЛНР» Родіоном Мірошником. Під час мосту, в якому брали участь народні депутати з партій «Слуга народу», «ВО Батьківщина» та «ОПЗЖ». Мірошник заявляв, що «Донбас не знаходиться у складі України». 28 квітня 2021 року за телеміст канал отримав два попередження та два штрафи на 200 тис. грн.
10 грудня Національна рада з питань телебачення і радіомовлення призначила позапланову перевірку телеканалу «НАШ» через етер, у якому брав участь представник «ЛНР».
25 грудня 2020 року економіст Юрій Атаманюк в етері телеканалу заявив, що «українська еліта в особах Хрущова та Брежнєва колонізувала Росію та ще 14 республік СРСР і викачувала з них ресурси, за рахунок яких створили українську республіку, що згодом була передана націоналістам».
15 січня 2021 року в етері телеканалу колишня народна депутатка від «Партії регіонів» Олена Бондаренко заявила, що усі українські військові і зокрема ті, хто воює на Донбасі, є «злочинцями».
|                       | Той, хто зараз носить погони, за мораллю і за законом, це злочинці в нашій країні. |
| — заявила Бондаренко, |                                                                                    |

Офіцер Генштабу Збройних сил України Анатолій Штефан у відповідь на слова Бондаренко опублікував звернення:
|   | Якщо не буде реакцій на такі заяви з боку держави та правоохоронних органів, то реакція буде від ветеранів та воїнів Збройних Сил України. |
| — | |

Голова Національної ради з питань телебачення і радіомовлення Ольга Герасим'юк заявила, що телеканал отримав велику кількість попереджень за свої порушення стандартів журналістики та попросили суд забрати ліцензію в телеканалу.
14 квітня 2021 року розпочалося мовлення нового телеканалу під логотипом «Maxxi TV», однак в етері каналу транслювалися програми каналу «НАШ» із затримкою 5-6 секунд. Через ретрансляцію 13 травня 2021 року НацРада призначила перевірку «Maxxi TV». На засіданні директор каналу Олена Рудік пояснила це тим, що канал має постійний контракт з телеканалом «Maxxi TV» на використання своїх програм в їхньому етері. І, коли «Maxxi TV» вирішили транслюватися на супутнику, що відповідає їх ліцензії, то «НАШ» надав можливість транслювати свої програми.
У листопаді 2021 року ютуб-канал телеканалу «НАШ» був частково заблокований за порушення авторських прав «Укркінохроніки», «Укртелефільму» та Андрія Приймаченка, де були використані відеоматеріали з катастрофою на Чорнобильскій атомній електростанції.

### Закриття
6 січня 2022 року блогер та громадський активіст Сергій Стерненко створив петицію «Про застосування санкцій проти телеканалу НАШ, який поширює російську пропаганду» на сайті Офіційного інтернет-представництва Президента України. За словами автора петиції, на телеканалі «регулярно транслюються антидержавні висловлювання та пропаганда в інтересах держави-агресора».
2 лютого того ж року декілька сотень людей на чолі зі Стерненком провели акцію протесту біля будівлі телеканалу «Наш». Протестувальники вимагали запровадити санкції проти цього телеканалу та його власника.
10 лютого 2022 року НацРада з питань телебачення і радіомовлення оштрафувала телеканал за расистські та ісламофобські висловлювання Євгенія Мураєва.
11 лютого 2022 року після введення санкцій РНБО телеканал припинив своє мовлення. 8 червня 2023 року НацРада анулювала ліцензію на мовлення.
З початком російського вторгнення на територію України власник Євгеній Мураєв втратив доступ до ключів обох YouTube-каналів телеканалу «НАШ», які згодом перейменувалися на «ВЫШКА» і «Да это так». Власником каналу «Да это так» став ведучий каналу Назар Діордіца (більш відомий як Макс Назаров). У квітні 2024 року РНБО заблокувала ці YouTube-канали в Україні.

## Рейтинги
2021 року частка телеканалу склала 0,33 % з рейтингом 0,04 % (дані системи рейтингів Nielsen, аудиторія 18-54 міста 50 тис.+, 24-е місце серед українських каналів).

## Розслідування діяльності, санкції
У вересні 2021 року Нацрада з питань ТБ та радіо звинуватила канал у порушенні закону «Про телебачення й радіомовлення», а саме у таких порушеннях:
- розпалюванні національної, расової чи релігійної ворожнечі;
- ненависті у висловлюваннях, які були поширені в етері;
- неусунення попередніх порушень.

11 лютого 2022 року РНБО погодила рішення про санкції проти телеканалу «Наш» на 5 років. Обмеження передбачають блокування активів, анулювання ліцензій, припинення використання електронних комунікаційних мереж. Того ж дня Президент Володимир Зеленський ввів у дію рішення РНБО щодо санкцій.

## Власники
Телеканал належить ТОВ «Наша Прага», що своєю чергою належить офшору кіпріоток Єлени Папахрістодулу Псінтру та Зої Іоанну «Demosena Investments Ltd.». Кінцевим бенефіціаром є Володимир Мураєв, батько Євгенія Мураєва.
Також, вказаним кіпріоткам належить офшор «Bimersano Services Ltd.», якому підпорядковано 9,96 % акцій російського банку «Промсвязьбанк», що обслуговує всі фінансові операції Міністерства оборони РФ.

## Програми
- Новини
- Наш ранок
- Наш день
- Важливе
- Марафон
- П'ятниця. Вечір
- Чорний квадрат Карасьова
- Просто Назаров
- Нічого особистого
- Рибний Четвер
- 90 хвилин
- Національний діалог
- Підсумки
- Тиждень
- Добро і зло
- 5на5
- Експертиза
- LIVE-шоу
- Максимум
- Нікіфоров запитує
- Події тижня
- Наш карантин
- Грані
- Президент
- Круглий стіл
- Голос народу
- Час з Тиграном Мартиросяном
- Бліц
- Де? Централізація?
- Наш вечір
- Смотрящие
- Межа
- Чужі

### Концерти
- Новорічні концерти
- Наша перемога

## Колектив

### Ведучі
- Макс Назаров (Назар Діордіца)
- Ангеліна Пичик
- Антон Довлатов
- Анастасія Гусарєва
- Ярослава Маслова
- Олександра Сигал
- Іван Дудчак
- Артем Нікіфоров
- Ольга Веремій
- Лана Шевчук
- Олександр Сказкін
- Олег Нечай
- Андрій Пальчевський
- Вадим Карасьов
- Дмитро Співак
- Анна Можаровська
- Тарас Чечко
- Ростислав Сухачов
- Олександр Бєлов
- Олександр Преподобний
- Олександра Сенько
- Анастасія Митницька
- Тигран Мартиросян
- Оксана Гречко
- Катерина Лесик
- Дмитро Гордон
- Олеся Бацман
- Влад Волошин
- Альона Чорновол
- Ганна Степанець
- Володимир Полуєв
- Олександр Лірчук

### Керівництво
- Олена Рудік (директорка медіаплатформи)
- Тигран Мартиросян (керівник телеканалу, 2018—2019)
- Євген Дудник (генеральний продюсер, 2018—2021)
- Ольга Хім'як (випускова редакторка, 2018—2020)
- Анастасія Митницька (виконавча продюсерка, 2018—2020)
- Євгенія Баранська (директорка з маркетингу та PR телеканалу, 2018—2020)
- Роксолана Завінська (головна редакторка, 2018—2020)
- Андрій Шатров (головний редактор, 2020—2022)
- Микола Буга (виконавчий продюсер, 2020—2022)
- Володимир Грановський (генеральний продюсер, 2021—2022)
- Валентина Чирва (лінійна продюсерка, 2018—2020)
- Геворг Месропян (лінійний продюсер, 2020—2022)
- Ірина Крамаренко (YouTube-стратег)
- Наталя Гоголь (комерційна директорка)

## Логотипи
Телеканал змінив 3 логотипи.
| Логотип | Опис |
| ------- | --- |
|         | З 7 листопада 2018 по 3 грудня 2019 року логотипом телеканалу було слово «НАШ» з відламаними літерами «Н» і «Ш». Літера «А» мала вигляд стрілки, що вказує вгору. Логотип білого кольору. Знаходився у лівому верхньому куті екрана. 2019 року логотип знаходився у лівому нижньому куті. |
|         | З 4 грудня 2019 по 16 січня 2020 року використовувався той самий логотип, але літери «Н» і «Ш» не були відламані. Знаходився у лівому верхньому куті екрана. З 4 по 8 грудня 2019 року знаходився у правому верхньому куті.                                                               |
|         | З 17 січня 2020 по 24 лютого 2022 року використовувався той самий логотип, але літера «А» мала отвір всередині. Знаходився там же. |